# 巴托洛梅·德·卡兰萨
巴托洛梅·德·卡兰萨（Bartolomé de Carranza，1503年—1576年），文艺复兴时期欧洲西班牙帝国多明我会修士。他的一生摇摆于国王与皇帝之间，结果遭到宗教裁判所的长期监禁。他曾几次倡言进行教士改革，写有一篇引发争议的关于教义问答的论文。

## 扩展阅读
- 本条目包含来自公有领域出版物的文本: Chisholm, Hugh (编).  (第11版). London: Cambridge University Press. 1911.
- Catholic Encyclopedia article （页面存档备份，存于）